# Granice (Słopnice)
Granice – część wsi Słopnice w Polsce, położona w województwie małopolskim, w powiecie limanowskim, w gminie Słopnice.
W latach 1975–1998 Granice administracyjnie należała do województwa nowosądeckiego.